# یواس‌اس تاکوما (سی‌ال-۲۰)
یواس‌اس تاکوما (سی‌ال-۲۰) (به انگلیسی: USS Tacoma (CL-20)) یک کشتی بود که طول آن ۳۰۸ فوت ۶ اینچ (۹۴٫۰۳ متر) بود. این کشتی در سال ۱۹۰۳ ساخته شد.